# Pekiringan (Karangmoncol)
Pekiringan is een bestuurslaag in het regentschap Purbalingga van de provincie Midden-Java, Indonesië. Pekiringan telt 3605 inwoners (volkstelling 2010).